# 王靖国
王 靖国（おう せいこく、1893年 - 1952年）は、中華民国の軍人。閻錫山率いる山西派の有力指揮官で、後にその娘婿となっている。字は治安。

## 事績

### 山西派での台頭
清末に山西陸軍小学堂に入学する。1911年（宣統3年）に辛亥革命が山西省で勃発すると、学生軍の一員として革命派に加わった。中華民国成立後の1914年（民国3年）、清河陸軍第1予備学校に入学し、1916年（民国5年）春、保定陸軍軍官学校候補生隊に加入する。1917年（民国6年）秋、保定陸軍軍官学校に正式に入学し、1918年（民国7年）9月、第5期歩兵科を卒業した。
卒業後は山西に戻り、以後、閻錫山率いる晋軍（山西陸軍）で順調に昇進していく。1926年（民国15年）、戦功もあって第10旅旅長に抜擢され、1927年（民国16年）には第5師師長、1928年（民国17年）6月には第6軍軍長にまで昇進している。同年10月、北伐終了に伴う国民革命軍の再編・軍縮を受け、中央陸軍編制の下で国民革命軍第37師師長に任命された。同年冬、綏遠警備司令に任命されている。

### 中原大戦、日中戦争
1930年（民国19年）3月、晋軍第3軍軍長に任命され、同年、閻錫山に従って反蔣介石の中原大戦を戦う。中原大戦で閻錫山が敗北すると、王靖国は晋東区守備司令兼第70師師長に異動させられた。1932年（民国21年）に包頭で綏西屯墾督弁公署が設立され、代理督弁となる。1935年（民国24年）4月、陸軍中将の位を授与される。1936年（民国25年）、晋綏剿匪総予備軍司令官に任ぜられ、7月には第19軍軍長に昇進した。
日中戦争（抗日戦争）勃発後、王靖国は山西省各地を転戦することになり、中央兵団指揮官に任ぜられた。1938年（民国27年）2月、第2戦区北路軍第2路軍司令を兼任し、1939年（民国28年）2月には第13集団軍総司令に任ぜられる。同年7月、西路軍北区総司令に転じた。1945年（民国34年）5月、中国国民党第6期中央監察委員に選出される。
　

### 太原戦役の敗北
1946年（民国35年）、王靖国は第6集団軍副総司令兼第61軍軍長に昇進する。国共内戦でも閻錫山に随従して中国人民解放軍と戦い、1948年（民国37年）には第10兵団司令官兼太原守備司令に任ぜられた。しかし、閻錫山は人民解放軍相手に次第に劣勢となっていく。1949年（民国38年）3月、王靖国の娘の王瑞書は人民解放軍の徐向前から派遣されて王靖国に降伏を勧めたが、王靖国は拒否した。
同月29日、閻錫山は代理総統李宗仁の招聘に応じる形で南京へ飛行機で逃亡し、王靖国は太原綏靖公署副主任の孫楚とともに後事を閻錫山から託された。王靖国・孫楚らは更なる降伏勧告も拒否して懸命に太原を守備する。しかし同年4月24日、太原は人民解放軍により陥落させられ、王靖国と孫楚は捕虜にされた（太原戦役）。1952年、王靖国は戦犯管理所内で獄死した。享年60。